# Boeing Rotorcraft Systems

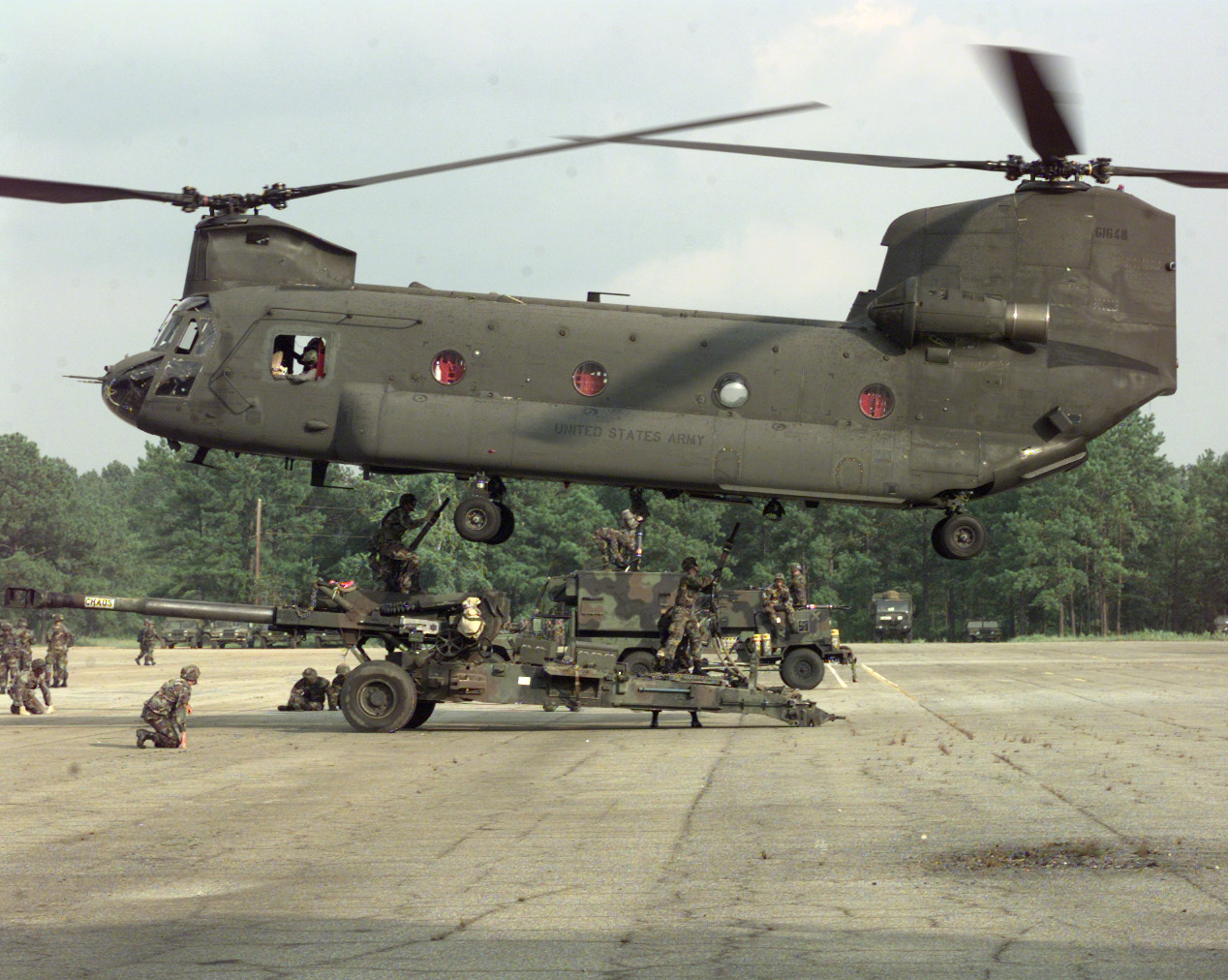
Boeing Vertol CH-47 Chinook.

Boeing Rotorcraft Systems (antes Boeing Helicopters) es un fabricante de helicópteros de Estados Unidos y parte de Boeing Integrated Defense Systems. Sus fábricas se encuentran ubicadas en Ridley Township, Pennsylvania y Mesa, Arizona.

## Productos Boeing Vertol

### Giroplanos
- Boeing Vertol 107-II
- CH-46 Sea Knight
- CH-113 Labrador
- CH-47 Chinook
- Boeing Modelo 234, Chinook comercial
- Boeing Model 360 (demostrador de tecnología)
- V-22 Osprey (fabricado conjuntamente con Bell Helicopter Textron)
- AH-64 Apache (adquirido cuando Boeing se fusionó con McDonnell Douglas)
- Boeing AH-6 (adquirido cuando Boeing se fusionó con McDonnell Douglas)
- Boeing Vertol YUH-61
- Boeing Vertol XCH-62, modelo 301 (cancelado)